# Willi Forrer
Willi Forrer (Wildhaus, 3 luglio 1935) è un ex sciatore alpino svizzero.

## Biografia
Sciatore polivalente, Willi Forrer debuttò in campo internazionale in occasione delle Drei-Gipfel-Rennen 1954 (Arosa, 27-28 marzo), dove si classificò 9º, 7º e 5º nei tre slalom giganti che componevano il trofeo e chiuse 6º nella classifica generale; nel 1956 si piazzò 2º nella discesa libera del trofeo Ruben Blan (Sankt Moritz, 17-19 febbraio) e l'anno dopo non gareggiò. Nel 1958 fu 3º nella discesa libera della trofeo del Lauberhorn (Wengen, 11-12 gennaio) e ai successivi Mondiali di Badgastein 1948 (2-9 febbraio), sua prima presenza iridata, si classificò 4º nella discesa libera e 20º nello slalom gigante; nella stessa stagione vinse la discesa libera e la combinata della 3-Tre a Madonna di Campiglio, piazzandosi anche 3º nello slalom gigante. L'anno dopo fu 3º nello slalom speciale e nella combinata del Parsenn-Derby (Davos/Lenzerheide, 22-25 gennaio 1959), 2º nella discesa libera della 3-Tre (Madonna di Campiglio, 13-15 febbraio) e all'Otto Furrer Memorial (Zermatt, 13-15 marzo) vinse il Gornergrat Derby e si classificò 3º nella discesa libera.
Nel 1960 si piazzò 3º nella discesa libera dell'Hahnenkamm (Kitzbühel, 15-17 gennaio) e ai successivi VIII Giochi olimpici invernali di Squaw Valley 1960 (19-27 febbraio), sua unica presenza olimpica, fu 4º nella discesa libera, 20º nello slalom gigante e non concluse lo slalom speciale; nel prosieguo della stagione vinse la discesa libera della Harriman Cup (Sun Valley, 5-6 marzo) e in quella successiva si classificò 2º nello slalom gigante dell'Internationalen Adelbodner Skitage (Adelboden, 8-9 gennaio 1961), 3º nella combinata dell'Hahnenkamm (Kitzbühel, 20-21 gennaio) e 3º nel Gornergrat Derby (Zermatt, 18 marzo).
Nel 1962 ottenne il risultato più prestigioso della sua carriera vincendo la discesa libera della Streif al trofeo dell'Hahnenkamm (Kitzbühel, 21-22 gennaio) e ai successivi Mondiali di Chamonix 1962 (10-18 febbraio), sua ultima presenza iridata, si piazzò 4º nella discesa libera e 11º nello slalom gigante; sul finire della stagione vinse nuovamente il Gornergrat Derby, dopo esser stato 2º nella discesa libera dell'Otto Furrer Memorial (Zermatt, 16-18 marzo). Nelle stagioni successive non partecipò più a gare di alto livello; la sua ultima apparizione agonistica avvenne in occasione dei Campionati canadesi 1964, dove vinse la gara di slalom gigante.

## Palmarès

### Classiche
3-Tre
- 2 vittorie (discesa libera, combinata a Madonna di Campiglio 1958)

Hahnenkamm
- 1 vittoria (discesa libera a Kitzbühel 1962)

Harriman Cup
- 1 vittoria (discesa libera a Sun Valley 1960)

Otto Furrer Memorial
- 2 vittorie (Gornergrat Derby a Zermatt 1959; Gornergrat Derby a Zermatt 1962)

### Campionati svizzeri
- 9 medaglie (dati parziali):
  - 4 ori (discesa libera nel 1959[18]; discesa libera nel 1960[19]; discesa libera, combinata nel 1962[20])
  - 3 argenti (slalom gigante nel 1959[21]; combinata nel 1960[19]; slalom gigante nel 1962[20])
  - 2 bronzi (combinata nel 1959[22]; slalom gigante nel 1960[23])